# Isuzu Florian

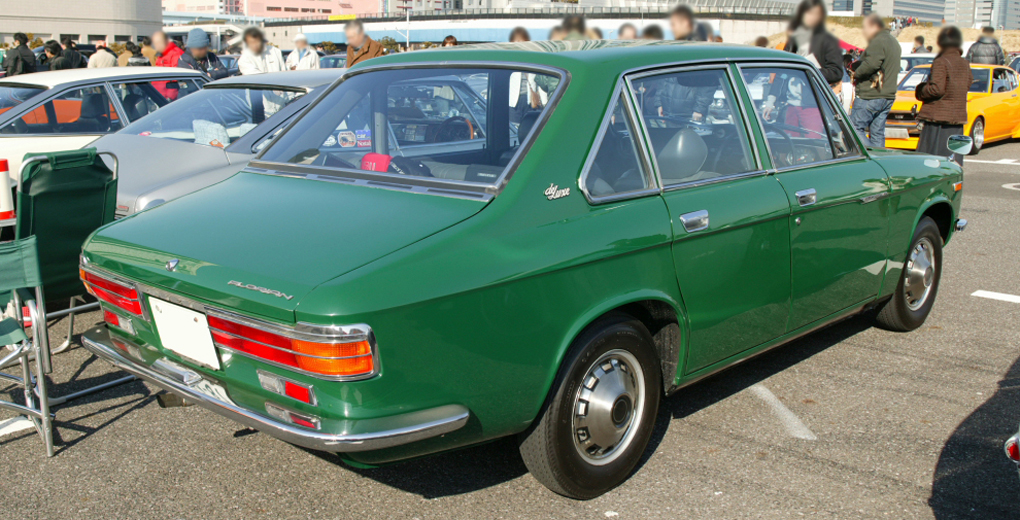
Isuzu Florian - tył pojazdu

Isuzu Florian – samochód osobowy klasy średniej produkowany przez japońską firmę Isuzu w latach 1967–1983. Dostępny jako 4-drzwiowy sedan oraz 5-drzwiowe kombi. Następca modelu Bellel. Do napędu używano silników R4. Moc przenoszona była na oś tylną poprzez 3-, 4- lub 5-biegową manualną bądź 3-biegową automatyczną skrzynię biegów. Następcą został model Aska.

## Dane techniczne ('67 1800 TS)

### Silnik
- R4 1,8 l (1818 cm³), 2 zawory na cylinder, SOHC
- Producent: Isuzu
- Średnica cylindra × skok tłoka: 84,00 mm x 82,00 mm
- Stopień sprężania: 9,70:1
- Moc maksymalna: 116 KM (86 kW) przy 5800 obr./min
- Maksymalny moment obrotowy: 152 N•m przy 4200 obr./min

### Osiągi
- Przyspieszenie 0-100 km/h: b/d
- Prędkość maksymalna: 175 km/h

## Dane techniczne ('79 SII Diesel 2000 Semi De Luxe)

### Silnik
- R4 2,0 l (1952 cm³), 2 zawory na cylinder, OHV
- Średnica cylindra × skok tłoka: 86,00 mm x 84,00 mm
- Stopień sprężania: 20,00:1
- Moc maksymalna: 62 KM (45,5 kW) przy 4400 obr./min
- Maksymalny moment obrotowy: 123 N•m przy 2200 obr./min

### Osiągi
- Przyspieszenie 0-100 km/h: b/d
- Prędkość maksymalna: 131 km/h